# 郑州 (古代)
郑州，隋朝开皇三年（583年），改荥州为郑州。辖区多有变化，在今河南省境内，治所在今河南省郑州市。
唐朝武德四年（621年）置郑州，治所在汜水縣虎牢城。贞观七年（633年），徙治管城县。户七万六千六百九十四，口三十六万七千八百八十一。下辖七县：管城县、荥阳县、荥泽县、原武县、阳武县、新郑县、中牟县。清朝雍正二年（1724年），升郑州为郑州直隶州。
| 州 | 鄭州               | 鄭州                 | 汴州          | 郡 | 滎陽郡                                                                       |
| 郡 | 成皋郡             | 广武郡               | 陳留郡        | 县 | 滎陽县 汜水县 圃田县 陽武县 浚儀县 開封县 滎泽县 酸棗县 管城县 原武县 新鄭县 |
| 县 | 滎陽县 成皋县 密县 | 内牟县 陽武县 苑陵县 | 浚儀县 開封县 | 县 | 滎陽县 汜水县 圃田县 陽武县 浚儀县 開封县 滎泽县 酸棗县 管城县 原武县 新鄭县 |

唐朝郑州刺史
- 张亮（武德初年）
- 赵孝举（武德年间）
- 梁巘（贞观初年）
- 李元礼（632年）
- 李元懿（636年）
- 王思泰（贞观年间）
- 李元名（646年）
- 元震（贞观年间）
- 许敬宗（651年—652年）
- 房仁裕（657年）
- 颜振（高宗初年）
- 温璩（高宗时）
- 元思齐（高宗时）
- 李元祥（680年）
- 云弘嗣（高宗武后时）
- 李元名（垂拱年间）
- 封言道（武周时）
- 李琨（武周时）
- 武重规（武周时）
- 段嗣元（武周时）
- 令狐思抚（武周时）
- 韦安石（698年—700年）
- 李瑜（武周末年）
- 朱敬则（705年）
- 源匡友（中宗、睿宗时）
- 于季子（710年）
- 王思恭（711年）
- 孟温礼（712年）
- 温慎微（开元初年）
- 窦思仁（开元初年）
- 刘嘉言（716年—717年）
- 李范（718年）
- 源光裕（725年）
- 贾曾（725年）
- 崔尚（728年）
- 宋遥（730年—732年）
- 席豫（732年—733年）
- 崔希逸（733年—734年）
- 宋温瑾（开元年间）
- 柳泽（开元年间，未任）
- 尹日升（开元年间）
- 魏恬（开元年间）
- 刘体微（开元年间）
- 张敬舆（开元年间）
- 段崇简（开元末年）
- 改为荥阳郡太守
- 季广琛（758年—759年）
- 鲁炅（759年）
- 彭元曜（759年）
- 李抱玉（759年）
- 陈少游（763年—765年）
- 马燧（765年—769年）
- 马璘（770年）
- 段秀实（770年）
- 徐向（771年）
- 崔朝（大历年间）
- 王某（大历年间）
- 李韬（大历年间）
- 于颀（780年—781年）
- 孙液（785年）
- 李融（791年—793年）
- 赵植（793年—794年）
- 李朝则（贞元年间）
- 裴向（贞元末年）
- 郑权（元和初年）
- 李少和（808年—810年）
- 杨宁（811年—812年）
- 郑膺甫（812年—813年）
- 韦屺（元和年间）
- 崔祝（815年—817年）
- 裴乂（817年—819年）
- 崔弘礼（820年—821年）
- 殷祜（821年—822年）
- 傅良弼（822年—823年）
- 张仲方（824年—826年）
- 狄兼谟（826年—827年）
- 杨归厚（828年—830年）
- 李翱（830年—831年）
- 萧浣（833年）
- 权璩（835年）
- 卢弘止（开成年间）
- 李款（838年）
- 李福（会昌年间）
- 崔瑨（会昌年间）
- 李褒（844年—846年）
- 柳仲郢（846年—848年）
- 苏特（850年）
- 韦曈（大中年间）
- 刘潼（857年）
- 郑某（861年）
- 冯缄（咸通年间）
- 卢携（咸通年间）
- 杜真符（881年）
- 卢某（883年）
- 李璠（886年）
- 孟从益（887年）
- 赵克裕（文德年间）
- 张谏（892年，未任）
- 韩恭（901年）
- 刘知俊（903年—904年）
- 阎宝（906年—907年）